# Abacost

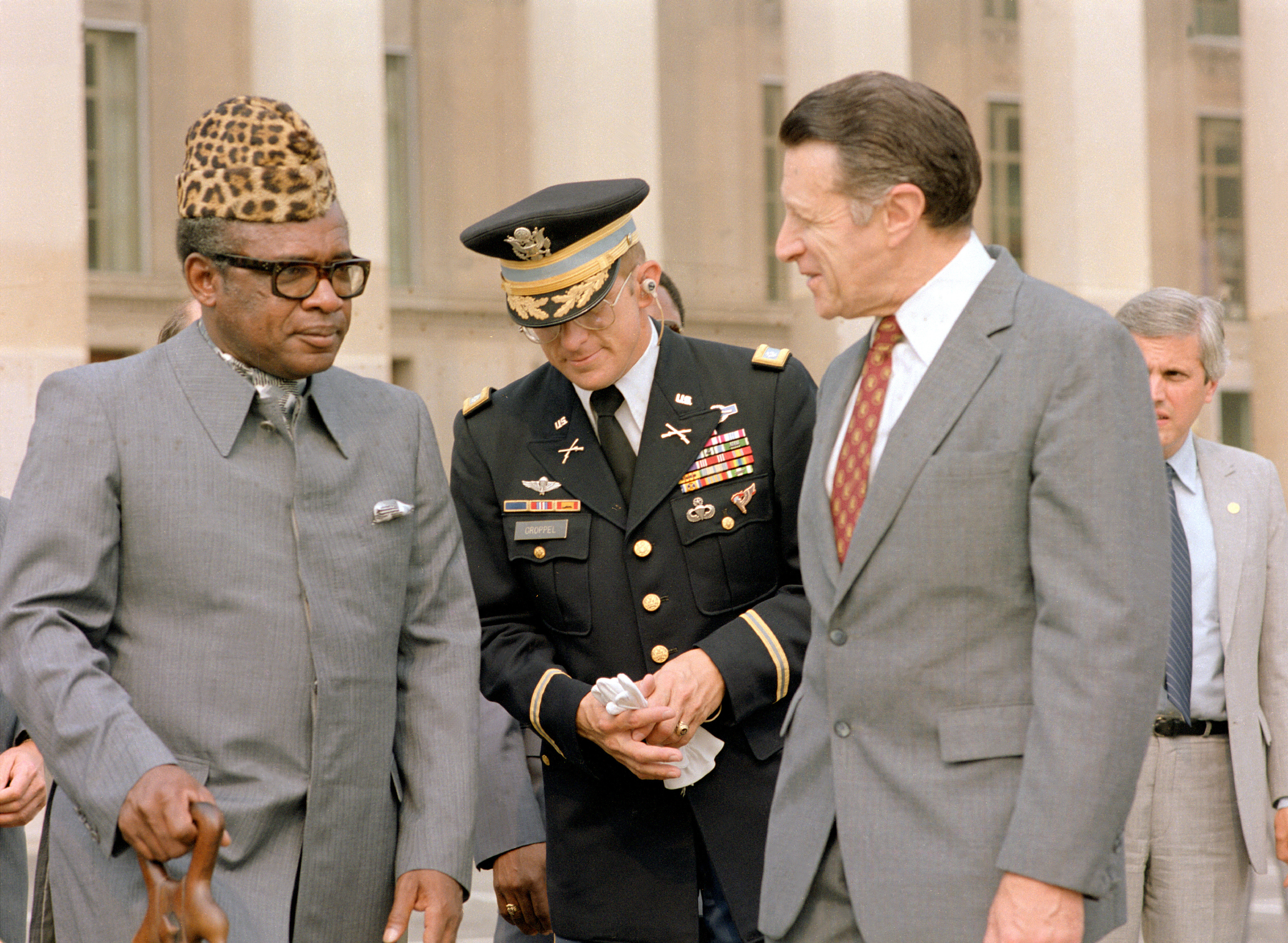
Mobutu (po lewej) ubrany w abacost podczas wizyty w Stanach Zjednoczonych w 1983 roku

Abacost (nazwa powstała w wyniku kontaminacji słów we francuskim zwrocie à bas le costume, co dosłownie oznacza „precz z garniturem”) – charakterystyczny strój męski, rodzaj lekkiego garnituru, noszonego zazwyczaj z jedwabnym fularem, promowany przez prezydenta Zairu Mobutu Sese Seko (1930–1997) w ramach jego programu „zairyzacji” prowadzonego w Zairze w latach 1972–1990 w celu pozbycia się śladów kolonializmu i Konga Belgijskiego; ogólnie obowiązujący strój męski w okresie „zairyzacji”.

## Historia
Abacost był rodzajem obcisłego, dwuczęściowego lekkiego garnituru z ciemnego materiału. Noszony był bez krawata, zazwyczaj z jedwabnym szalem. Został wprowadzony jako obowiązkowy strój męski w okresie „zairyzacji”. Zairczykom zabroniono noszenia garniturów i krawatów w zachodnim stylu, uważanych za symbol kolonialnej przeszłości.
„Najmodniejsze” abacosty na świecie produkowała belgijska firma Arzoni. Alfons Mertens, zatrudniony przez Arzoni, został osobistym krawcem Mobutu, ubierającym prezydenta i jego świtę.
Kiedy Mobutu ogłosił przejście na demokrację wielopartyjną w 1990 roku, powiedział, że zachodnie garnitury i krawaty będą dozwolone, ale on sam nadal faworyzować będzie noszenie abacost, a sam abacost będzie nadal uznawany za strój narodowy. Abacosty przestały być męskim strojem obowiązkowym, nosili je jedynie zagorzali zwolennicy Mobutu.